# Expédition géorgienne en Chaldée
Guerres byzantino-géorgiennes
L'expédition géorgienne en Chaldée et en Paphlagonie est entreprise par la reine Tamar de Géorgie en 1204. L'empire de Trébizonde est fondé sur la côte de la mer Noire à la suite de cette expédition.

## Déroulement
L'attitude de la reine Tamar envers les empereurs byzantins, gouvernés par la famille Ange, est quelque peu hostile. Elle est étroitement liée aux Comnènes, et ne peut oublier que le dernier empereur byzantin Comnène, Andronic Ier Comnène, a été détrôné et tué par les Anges en 1185, tandis que son fils Manuel a été aveuglé et aurait pu mourir de cette mutilation,. Cependant, ses deux petits-fils en bas âge, Alexis et David, fils de Manuel et d'une princesse géorgienne (en), sont sauvés grâce à l'intervention géorgienne et emmenés à Tbilissi, où ils sont élevés à la cour de leur tante et reine de Géorgie Tamar. Ils reçoivent leur éducation en Géorgie, Vasiliev spécule même que "le géorgien est devenu leur langue maternelle" et qu'ils "étaient entièrement géorgiens dans la langue et l'éducation ainsi que dans les idéaux politiques".
En 1203, Tamar fait don de sommes importantes aux monastères géorgiens d'Antioche et du Mont Athos. Cependant, l'empereur Alexis III Ange confisque le don de Tamar. Furieuse de cet acte, Tamar utilise cet acte hostile comme prétexte pour son expansion le long de la côte sud-ouest de la mer Noire, peuplée d'une importante population de langue géorgienne.
Une armée géorgienne sous le commandement d'Alexis et de David Comnène attaque Byzance par l'est à la fin du mois de mars ou au début du mois d'avril 1204. Selon les chroniques géorgiennes, l'expédition dure huit jours, atteint Trébizonde via la Lazie et s'empare de la ville en avril. Le commandant local, le duc Nicéphore Paléologue, ne parvient pas à se défendre efficacement contre les forces géorgiennes plus puissantes.
Le 13 avril 1204, Constantinople tombe aux mains des Croisés, qui y fondent l'Empire latin. Selon des sources géorgiennes, les territoires nouvellement incorporés sont donnés à Alexis et David Comnène, où ils fondent un État pro-géorgien qui sera connu sous le nom d'Empire de Trébizonde. Alexis est proclamé empereur, tandis que David est nommé stratège. Certains chercheurs pensent que le nouvel État est soumis à la Géorgie, au moins dans les premières années de son existence, au début du XIIIe siècle.
L'année suivante, David Comnène commande les troupes géorgiennes dans une campagne réussie qui aboutit à la conquête du territoire entre Trébizonde et Héraclée du Pont, à savoir : Oinaion, Limnia (en), Amisos, Sinope, Cerasus, Cotyora, Amastria, Héraclée et toutes les terres de Paphlagonie et du Pont.